# Robert Michels

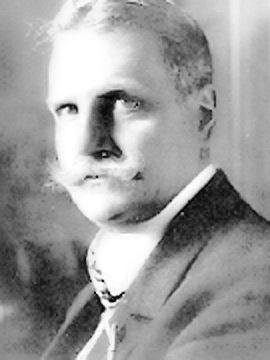
Robert Michels

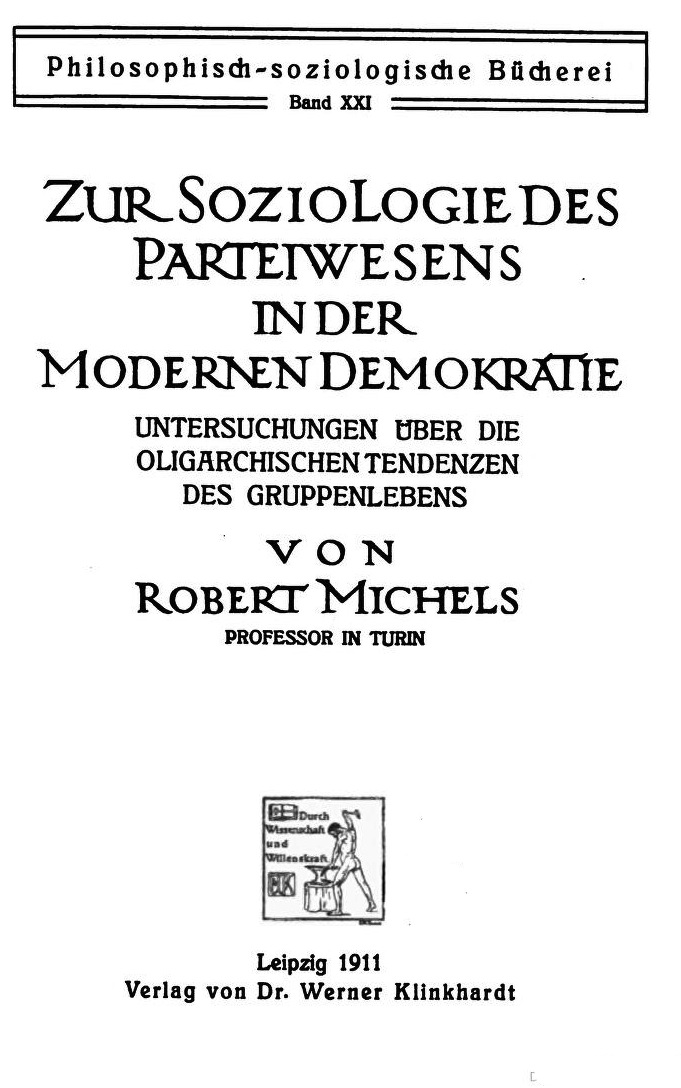
Titelblatt Zur Soziologie des Parteiwesens… (1911)

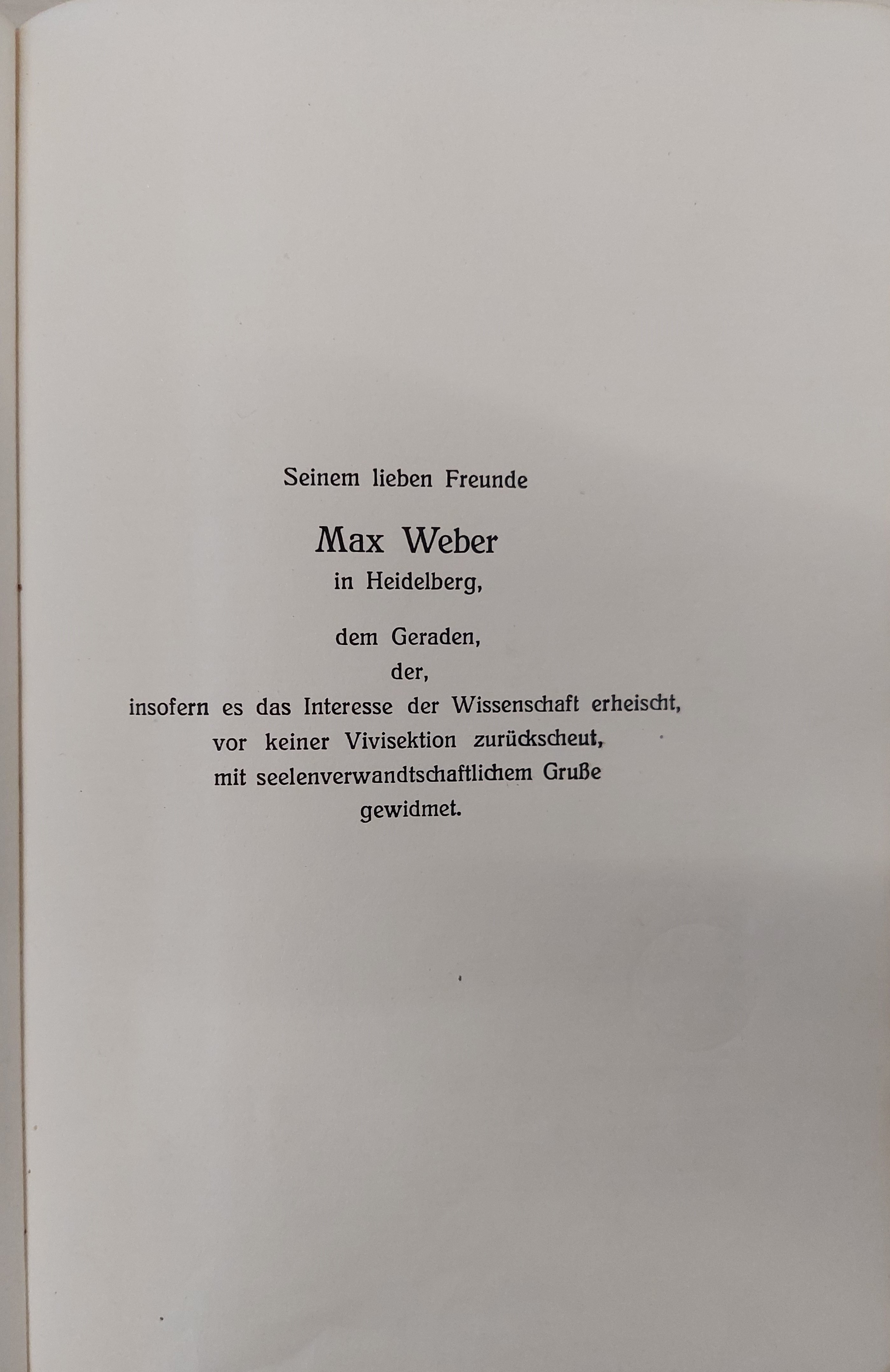
Widmung Max Weber (1911)

Willhelm Robert(o) Eduard Michels (* 9. Januar 1876 in Köln; † 2. Mai 1936 in Rom) war ein deutsch-italienischer Soziologe. Er gehört zu den Gründervätern der modernen Politikwissenschaft. Sein politischer Lebensweg führte ihn vom Linkssozialismus in der deutschen SPD über den Syndikalismus zum italienischen Faschismus. Michels gilt als einer der bedeutendsten politiksoziologischen Parteienkritiker des 20. Jahrhunderts.
Michels Hauptwerk ist die zuerst im Jahr 1911 erschienene Studie über das sozialistisch-sozialdemokratische Parteiwesen. Hier entwickelt Michels das für Elitetheorien zentrale „Eherne Gesetz der Oligarchie“: die machtpolitisch bedingte Verschiebung idealistischer Zielsetzungen durch eine nur noch am eigenen Machterhalt interessierten Parteiclique. Michels illustriert seine Leitthese mit empirischen Materialien aus der deutschen Sozialdemokratie zu Beginn des 20. Jahrhunderts.

## Leben
Robert Michels war ein Sohn des Kölner Kaufmanns Julius Michels und der Anna Schnitzler. Nach Privatunterricht besuchte er in den Jahren 1885 bis 1889 das Collège Français in Berlin und wechselte danach zum Carl Friedrich-Gymnasium in Eisenach, wo er 1894 das Abitur machte. Im Jahr 1895 leistete er einen einjährigen Militärdienst in Hannover und in Weimar. Von 1896 bis 1900 studierte er Geschichte und Nationalökonomie an der Sorbonne in Paris und an den Universitäten München, Leipzig, Halle an der Saale und Turin. An der Universität Halle hörte er unter anderem Vorlesungen von Theodor Lindner, seinem späteren Schwiegervater.
Im Jahr 1900 wurde mit der Dissertation „Zur Vorgeschichte von Ludwigs XIV. Einfall in Holland“ zum Dr. phil. promoviert und heiratete Gisela Lindner. 1901 trat Michels dem Partito Socialista Italiano (PSI) in Italien sowie 1903 in Marburg der SPD bei, für die er im gleichen Jahr erfolglos für ein Reichstagsmandat im Wahlkreis Alsfeld im Vogelsberg (Großherzogtum Hessen) kandidierte. Er war Delegierter auf den sozialdemokratischen Parteitagen von 1903 (in Dresden), 1904 (in Bremen) und 1905 (in Jena). Die Erfahrungen dieser Parteitage prägten sein wissenschaftliches Werk. Wegen seiner Teilnahme an sozialistischer Agitation wurde ihm in Deutschland die Habilitation verwehrt. Auch Max Weber setzte sich vergeblich für Michels ein.
Im Jahr 1907 ging Michels als Privatdozent nach Turin. Im August 1907 nahm er am internationalen Sozialistenkongress in Stuttgart teil. Dann verließ er die sozialistischen Parteien und wandte sich dem revolutionären Syndikalismus zu. Im Jahr 1913 wurde Michels italienischer Staatsbürger. Bald darauf (1914) erhielt er einen Ruf als Professor für Nationalökonomie und Statistik an die Universität Basel, ohne seinen Titel als Dozent der Universität Turin aufzugeben. Michels unterhielt in der Folge engen Kontakt mit Vilfredo Pareto.
Weitgehend vergessen ist Robert Michels Wirken im Bereich der Sexualmoral und Frauenbewegung des Deutschen Kaiserreichs. Nach der Jahrhundertwende publizierte Michels in verschiedenen Zeitschriften der deutschen Frauenbewegung und pflegte Kontakte zu deren führenden Aktivistinnen wie Gertrud Bäumer, Helene Lange, Helene Stöcker, Alice Salomon und Clara Zetkin. Dabei stand er eine Zeitlang vor allem der proletarischen Frauenbewegung nahe und besuchte 1904 die sozialdemokratische Frauenkonferenz in Bremen. In dieser Zeit vertrat er sowohl sozialistische als auch feministische Positionen: „Sozialismus und Feminismus gehören unzertrennlich zusammen“, wie Michels in der Wiener Arbeiterinnen-Zeitung schrieb.
Im Jahr 1911 veröffentlichte Michels im Frauenverlag die Essay-Sammlung „Die Grenzen der Geschlechtsmoral“, in der er sich für die Gleichberechtigung der Geschlechter und eine neue Sexualmoral einsetzt. Dieses Anliegen brachte ihn in eine Nähe zu Helene Stöcker als Vertreterin der radikalen bürgerlichen Frauenbewegung, mit der er eine langjährige Korrespondenz unterhielt. Außerdem schrieb Michels für die von Stöcker herausgegebenen Zeitschriften „Mutterschutz“ und „Die neue Generation“. Michels’ „Grenzen der Geschlechtsmoral“ waren über 100 Jahre nur noch antiquarisch zu erwerben, aber wurden zum 110. Jubiläum neu aufgelegt.
Im Jahr 1928 trat Michels dem Partito Nazionale Fascista (PNF) von Benito Mussolini bei. In Benito Mussolini sah er den Führer (duce) einer Bewegung, die sein Ideal vom selbstlosen Menschen verwirklichen wollte (und der wie er ebenfalls aus der syndikalistischen Richtung des Sozialismus gekommen war). Mussolini soll auch dafür gesorgt haben, dass Michels 1928 auf den neu eingerichteten Lehrstuhl für Nationalökonomie und Korporationswesen in Perugia berufen wurde, um dort seine faschistische Theorie des Korporatismus weiterzuentwickeln. In den Jahren 1928 bis 1933 war er auch Lehrbeauftragter für Geschichte der Wirtschaftstheorie (Storia delle Dottrine Economiche) an der Fakultät der politischen Wissenschaften in Perugia.

### Familie
Die Eltern von Robert Michels waren der Textilkaufmann Julius Michels und Anna Schnitzler. Julius Michels wurde am 29. September 1842 in Köln geboren, Anna Schnitzler am 4. Januar 1854 ebenfalls in Köln. Sie heirateten am 3. Juli 1873 in Köln. Robert hatte eine Schwester: Ella Klara Michels wurde am 10. September 1879 in Köln geboren. Sie heiratete den Rittergutsbesitzer Alfred Winzer zu Groß-Görnow.
Seine Frau Gisela Lindner wurde am 14. Oktober 1878 geboren und starb am 9. November 1954. Sie war Verfasserin zahlreicher wissenschaftlicher Abhandlungen. Ihre Eltern waren der Historiker Theodor Lindner und Agnes Kügler (1843–1926).
Aus der Ehe von Robert Michels mit Gisela Lindner gingen vier Kinder hervor:
- Italia (1900–1900)
- Mario (1901–1994)
- Manon (* 1904)
- Daisy (* 1906)

Italia starb in Basel.
Manon Michels heiratete 1933 Mario Einaudi, einen Sohn des späteren italienischen Staatspräsidenten Luigi Einaudi. Sie hatten drei Kinder: Luigi, Roberto und Marco. Mario Einaudi unterrichtete an der Harvard University und der Fordham University in USA und starb im Jahr 1994 im Piemont in Italien.
Daisy Michels heiratete Filippo Gallino aus einer der reichsten Familien Italiens.

## Schriften (Auswahl)

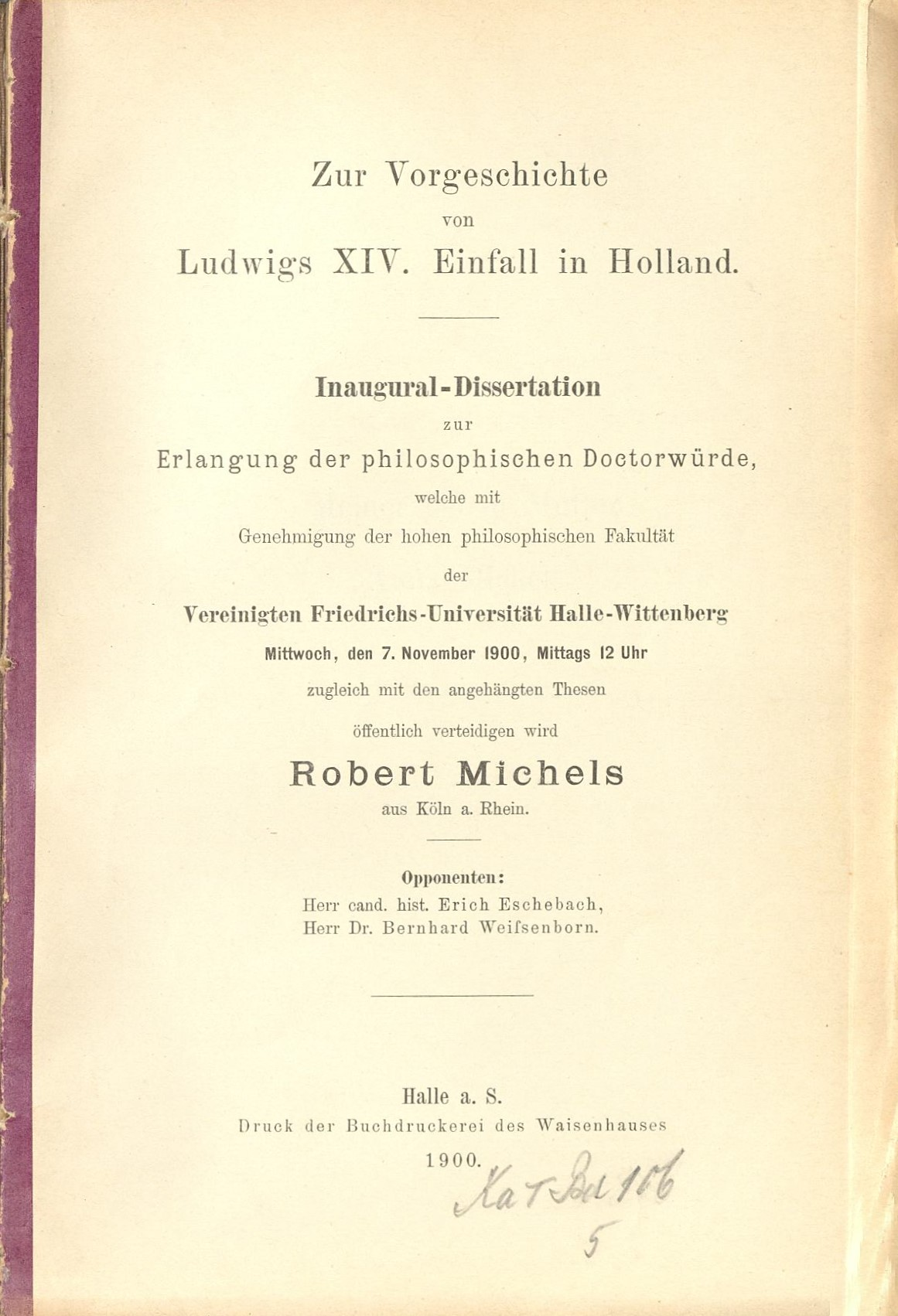
Dissertation (1900)

- Die Grenzen der Geschlechtsmoral. Prolegomena. Gedanken und Untersuchungen. Frauenverlag, München/Leipzig 1911; erweiterte und korrigierte Neuauflage xenomoi Verlag, Berlin 2021.
- Storia del marxismo in Italia. Compendio critico con annessa bibliografia. Rom 1910.
- Zur Soziologie des Parteiwesens in der modernen Demokratie. Untersuchungen über die oligarchischen Tendenzen des Gruppenlebens. (= Philosophisch-soziologische Bücherei, XXI). Werner Klinkhardt, Leipzig 1911. (4. Auflage. Kröner, Stuttgart 1989, ISBN 3-520-25004-7).[5]
- Probleme der Sozialphilosophie. B. G. Teubner, Leipzig 1914 (Volltext).
- Wirtschaft und Rasse. In: Grundriß der Sozialökonomik. II. Abteilung. J. C. B. Mohr (Paul Siebeck), Tübingen 1914, S. 97–102. archive.org
- Sozialismus und Fascismus als politische Strömungen in Italien. Historische Studien. Meyer & Jessen, München 1925.
- Materialien zu einer Soziologie des Fremden. In: Jahrbuch für Soziologie. Band 1, 1925, S. 296–371.
- Die Psychologie der antikapitalistischen Massenbewegungen. In: Grundriß der Sozialökonomik. IX. Abteilung, 1. Teil, Tübingen 1926, S. 241–359.
- Soziologie als Gesellschaftswissenschaft (= Lebendige Wissenschaft. IV). Mauritius, Berlin 1926.
- Bedeutende Männer. Charakterologische Studien. Quelle & Meyer, Leipzig 1927.
- Der Patriotismus. Prolegomena zu seiner soziologischen Analyse. München/Leipzig 1929 (2. Auflage, mit einer Einführung und einem Nachwort von Rolf Rieß, Duncker & Humblot, Berlin 2013, ISBN 978-3-428-14008-4).
- Das psychologische Moment im Welthandel. Leipzig 1931.
- Eine syndikalistisch gerichtete Unterströmung im deutschen Sozialismus (1903–1907). In: Festschrift für Carl Grünberg zum 70. Geburtstag. C. L. Hirschfeld, Leipzig 1932, S. 343–364.
- Zur Soziologie der Bohème und ihrer Zusammenhänge mit dem geistigen Proletariat. In: Jahrbücher für Nationalökonomie und Statistik. Jg. 136, 1932, I, S. 801–816.
- Historisch-Kritische Untersuchungen zum politischen Verhalten der Intellektuellen. In: Schmollers Jahrbuch für Gesetzgebung, Verwaltung und Volkswirtschaft im Deutschen Reiche. Jg. 57, I, 1933, S. 807–836.
- Umschichtungen in den herrschenden Klassen nach dem Kriege. W. Kohlhammer, Stuttgart/Berlin 1934.
- Masse, Führer, Intellektuelle: Politisch-soziologische Aufsätze 1906–1933. Einführung Joachim Milles. Campus-Verlag, Frankfurt am Main 1987, ISBN 3-593-33640-5.
- Die Grenzen der Geschlechtsmoral und weitere Schriften. Robert Michels zu Sexualmoral und Frauenbewegung vor dem Ersten Weltkrieg, hrsg. v. Vincent Streichhahn und Hans Geske. Xenomoi Verlag, Berlin 2021, ISBN 978-3-942106-81-8.

## Bibliografie
- Opere di Roberto Michels. In: Studi in memoriam di Roberto Michels. CEDAM [R.Università degli studi di Perugia. Annali della facoltà di guirisprudenzan, ser. V, vol. XV], Padova 1937, S. 39–76.